# غاري ماكدونالد (لاعب كرة قدم)
غاري ماكدونالد (بالإنجليزية: Gary MacDonald)‏ (25 أكتوبر 1979 في المملكة المتحدة - ) هو لاعب كرة قدم بريطاني في مركز الدفاع. لعب مع إبسفليت يونايتد وستيفيناغ بوروه ونادي بيتربورو يونايتد ونادي فارنبوروه وهايز وييدينغ يونايتد ‏ ونادي وكينغ ونادي كينغستونيان وهافانت أند ووترلوفيل ونادي سلاو تاون وبوغنور ريجيس تاون وStaines Town F.C. ‏ ووالتون وهرشام ‏ وWalton Casuals F.C. ‏ وMetropolitan Police F.C. ‏.

## وصلات خارجية
- غاري ماكدونالد على موقع قاعدة بيانات كرة القدم.إي يو (الإنجليزية)
- غاري ماكدونالد على موقع Soccerbase.com (لاعب) (الإنجليزية)